# Oenanthe australiana
Oenanthe australiana är en flockblommig växtart som beskrevs av Ferdinand von Mueller. Oenanthe australiana ingår i släktet stäkror, och familjen flockblommiga växter. Inga underarter finns listade i Catalogue of Life.